# Coppa Italia 2021-2022 (pallamano femminile)
La Coppa Italia di pallamano 2021-2022 è stata la 31ª edizione della coppa nazionale di pallamano femminile.
La manifestazione si è tenuta dal 3 al 6 febbraio all'Emilia-Romagna Arena di Salsomaggiore Terme (PR), per il secondo anno consecutivo.
A vincere il trofeo, per la prima volta nella sua storia, è stata il Brixen Südtirol che ha sconfitto il PDO Salerno.

## Formula
Il torneo si disputa con la formula delle Final Eight. Le otto squadre ammesse sono le prime otto classificate al termine del girone d'andata della Serie A1 2021-22. Qualora la società ospitante non rientrasse fra le prime otto classificate, saranno qualificate alla competizione solo le prime sette.
La vincitrice della manifestazione si aggiudica un posto in EHF European Cup per la stagione successiva. Nel caso la vincitrice si sia già qualificata per qualsiasi coppa europea durante il campionato, la qualificazione viene assegnata alla finalista.

## Copertura mediatica
I quarti di finale del 3-4 febbraio, le prime due semifinali del 5 febbraio e le finali del 3º-4º posto del 6 febbraio saranno trasmesse in live streaming gratuito su Eleven Sports; le semifinali del 5 febbraio poste in orario serale (ore 18:30 e ore 20:30), come anche le finali 1º-2º posto femminile e maschile del 6 febbraio, saranno trasmesse in diretta su Sky Sport Action.

## Squadre partecipanti
- Prima classificata: Brixen Südtirol
- Seconda classificata: PDO Salerno
- Terza classificata: Mestrino
- Quarta classificata: Pontinia
- Quinta classificata: Casalgrande
- Sesta classificata: Cassano Magnago
- Settima classificata: Cellini Padova
- Ottava classificata: Erice

## Risultati

### Tabellone
|  | Quarti di finale | Quarti di finale |                 |          | Semifinali                | Semifinali                |  |  | Finale     | Finale |
|  |                  |                  |                 |          |                           |                           |  |  |            |        |
|  | 3 febbraio       |                  |                 |          |                           |                           |  |  |            |        |
|  |                  |                  |                 |          |                           |                           |  |  |            |        |
|  | Brixen Südtirol  | 41               |                 |          |                           |                           |  |  |            |        |
|  | Brixen Südtirol  | 41               | 5 febbraio      |          |                           |                           |  |  |            |        |
|  | Erice            | 28               |                 |          |                           |                           |  |  |            |        |
|  | Erice            | 28               | Brixen Südtirol | 28       |                           |                           |  |  |            |        |
|  | 4 febbraio       |                  | Brixen Südtirol | 28       |                           |                           |  |  |            |        |
|  |                  | Pontinia         | 25              |          |                           |                           |  |  |            |        |
|  | Pontinia         | Pontinia         | 25              | 36       |                           |                           |  |  |            |        |
|  | Pontinia         |                  | 6 febbraio      | 36       |                           |                           |  |  |            |        |
|  | Casalgrande      | 26               |                 |          |                           |                           |  |  |            |        |
|  | Casalgrande      | 26               | Brixen Südtirol | 22       |                           |                           |  |  |            |        |
|  | 3 febbraio       |                  | Brixen Südtirol | 22       |                           |                           |  |  |            |        |
|  |                  | PDO Salerno      | 20              |          |                           |                           |  |  |            |        |
|  | PDO Salerno      | PDO Salerno      | 20              | 37       |                           |                           |  |  |            |        |
|  | PDO Salerno      | 5 febbraio       |                 | 37       |                           |                           |  |  |            |        |
|  | Cellini Padova   | 33               |                 |          |                           |                           |  |  |            |        |
|  | Cellini Padova   | 33               | PDO Salerno     | 32       | Finale per il terzo posto | Finale per il terzo posto |  |  |            |        |
|  | 4 febbraio       |                  | PDO Salerno     | 32       | Finale per il terzo posto | Finale per il terzo posto |  |  |            |        |
|  |                  | Mestrino         | 20              |          |                           |                           |  |  |            |        |
|  | Mestrino         | Mestrino         | 20              | 19       | Pontinia                  | 27                        |  |  |            |        |
|  | Mestrino         |                  |                 | 19       | Pontinia                  | 27                        |  |  |            |        |
|  | Cassano Magnago  | 16               |                 | Mestrino | 25                        |                           |  |  |            |        |
|  | Cassano Magnago  | 16               |                 |          | 25                        |                           |  |  |            |        |
|  |                  |                  |                 |          |                           |                           |  |  | 6 febbraio |        |
|  |                  |                  |                 |          |                           |                           |  |  |            |        |

### Quarti di finale
| Arbitri: | Gianni Fato Luigi Guarini (Fasano) |

|               |           |               |
| Dalla Costa 7 | Marcatori | C. Djiogap 10 |

| Arbitri: | Ciro Cardone Luciano Cardone (Napoli) |

|                   |           |           |
| Babbo, Ghilardi 9 | Marcatori | Mrkikj 12 |

| Arbitri: | Alex Passeri Stefano Rinaldi (Pescara) |

|              |           |               |
| Panayotova 9 | Marcatori | Furlanetto 11 |

| Arbitri: | Fabio Bocchieri (Ragusa) Nicola Scavone (Marsala) |

|            |           |           |
| Lucarini 7 | Marcatori | Montoli 5 |

### Semifinali
| Arbitri: | Davide Schiavone (Siracusa) Luca Nicolella (Benevento) |

|               |           |           |
| Manojlović 10 | Marcatori | Marquez 5 |

| Arbitri: | Gianni Fato Luigi Guarini (Fasano) |

|                   |           |              |
| Babbo, Ghilardi 7 | Marcatori | Panayotova 8 |

### Finale 3º posto
| Arbitri: | Marco Di Domenico Lorenzo Fornasier (Merano) |

|              |           |            |
| Panayotova 6 | Marcatori | Lucarini 6 |

### Finale
| Arbitri: | Gianna Stella Merisi (Gallarate) Andrea Pepe (Sassari) |

|          |           |              |
| Duran 13 | Marcatori | Manojlović 5 |